# NNNニュースプラス1ひろしま
『NNNニュースプラス1ひろしま』（エヌエヌエヌ ニュースプラスワンひろしま）は、1988年4月4日から1993年4月2日まで広島テレビで放送された夕方のローカルニュース番組である。

## 概要
日本テレビ『NNNニュースプラス1』の放送開始に伴い、前番組『NNNひろしまTODAY』をリニューアルする形でスタートした。18時 - 18時30分までは『NNNニュースプラス1』をネットし、18時30分（編成によっては全国ニュースを早めに飛び降りて前倒しする場合あり） - 19時にローカルニュースを伝えるという形で行われていた。
1989年10月2日から女性キャスター2人での進行になったが、1992年4月改編で男女1名ずつの組み合わせに戻った。
しかし1993年春、既に北海道の系列局・札幌テレビで成功していた夕方ワイド番組スタイルの流れを受け、広島テレビは長年続けてきた1時間ニュース番組を拡大発展させ、『柏村武昭のテレビ宣言 Newsコーナー』（後の『テレビ宣言 Newsコーナー』）をスタートさせた。ローカルニュースは『テレビ宣言』のコーナーの一部として受け継がれた。ただし、その後も年末年始は『テレビ宣言』を休止してローカルニュースパートを縮小して『NNNニュースプラス1』への内包扱いとしたため、エンドクレジットで本番組の名前が使われることがあった。
これ以降広島テレビは『NNNニュースプラス1』の後継番組『NNN Newsリアルタイム』→『news every.』の名前を使ったローカルニュースは年末年始などの『テレビ宣言』→『瞬感テレビ派ッ!』→『テレビ派』休止時の18時台のみの制作となっているが、テロップやジングル・音楽などは当該番組に準拠とし、後者は開始時に『news every.広島』のタイトルテロップを表記した年度もある。ただし、年度によりローカルニュースのみ『テレビ派』として別番組使いとすることもある。

## 放送時間
- 月曜日 - 金曜日 18:00 - 18:55 （1988年4月4日 - 1992年3月27日）
- 月曜日 - 金曜日 18:00 - 19:00 （1992年3月30日 - 1993年4月2日、それまで別番組だった『ヤン坊マー坊天気予報』をヤンマーディーゼル提供のまま番組内コーナー扱いに変更したため）

## 歴代出演者
- 加藤進（当時広島テレビアナウンサー）
- 新宅冨士夫（当時広島テレビアナウンサー）
- 田坂るり（当時広島テレビアナウンサー）
- 中島由恵（当時広島テレビアナウンサー）
- 中川育美（フリー）
- ほか